# 光エネルギー
光エネルギー（ひかりエネルギー、英: light energy）とは、電磁波の一種である光がもつエネルギーを指す。単位はジュール(J)。光エネルギーは光に含まれる光子の数と光子の周波数（波長）によって決まる。
光子のエネルギーはその振動数によって決まり、以下のように表される。
{\displaystyle E=h\nu =h{\frac {c}{\lambda }}}
h : プランク定数
E : エネルギー
{\displaystyle \nu } : 振動数
c : 光の速さ
λ : 波長
なお、振動数を表す文字はギリシャ文字の一つνであり、ラテン文字のvではない。
上式より、波長の長い赤外線より、波長の短い紫外線の方がエネルギーが大きいことが示される。